# إزرائيل لوبيز
إزرائيل لوبيز (بالإسبانية: Israel López)‏ (29 سبتمبر 1974 بمدينة مكسيكو في المكسيك - ) هو لاعب كرة قدم مكسيكي في مركز الوسط، شارك في الألعاب الأولمبية الصيفية 2004. وشارك مع منتخب المكسيك لكرة القدم. أما مع النوادي، فقد لعب مع كروز آزول ونادي أونيفرسيداد ناسيونال ونادي تولوكا ونادي تيكوس ونادي غوادالاخارا ونادي نيكاكسا ونادي كيريتارو.

## وصلات خارجية
- إزرائيل لوبيز على موقع الاتحاد الدولي (مؤرشف)  (الإنجليزية)
- إزرائيل لوبيز على موقع قاعدة بيانات كرة القدم.إي يو (الإنجليزية)
- إزرائيل لوبيز على موقع ناشيونال فوتبول تيمز (الإنجليزية)
- إزرائيل لوبيز على موقع Soccerway.com (الإنجليزية)
- إزرائيل لوبيز على موقع أوليمبيديا (الإنجليزية)